# 濱野京子
濱野 京子（はまの きょうこ、1956年7月18日 - ）は、日本の児童文学作家。

## 来歴
熊本県に生まれ、東京で育つ。早稲田大学第二文学部卒業。
1999年、毎日児童小説コンクール優秀賞。2002年、最優秀賞。
2006年『天下無敵のお嬢さま! 1 けやき御殿のメリーさん』でデビュー。
2009年『フュージョン』でJBBY賞、2010年『トーキョー・クロスロード』で坪田譲治文学賞受賞。

## 受賞歴
- 1999年 - 毎日児童小説コンクール優秀賞
- 2022年 - 毎日児童小説コンクール最優秀賞
- 2009年 - JBBY賞
- 2010年 - 坪田譲治文学賞

## 主な著書
- 『その角を曲がれば』（講談社） 2007.2
- 『ペンネームは夏目リュウ! キミも物語が書ける』（くもん出版） 2008.2
- 『フュージョン』（講談社） 2008.2
- 『トーキョー・クロスロード』（ポプラ社） 2008.11、のちポプラ文庫ピュアフル
- 『レッドシャイン』（講談社） 2009.4
- 『碧空の果てに』（角川書店、カドカワ銀のさじシリーズ） 2009.5、のち角川文庫
- 『甘党仙人』（理論社、おはなしルネッサンス） 2010.1
- 『ヘブンリープレイス』（ポプラ社、ノベルズ・エクスプレス） 2010.7
- 『竜の木の約束』（あかね書房） 2010.10
- 『アギーの祈り』（偕成社） 2010.11
- 『白い月の丘で』（角川書店、カドカワ銀のさじシリーズ） 2011.1、のち角川文庫
- 『木工少女』（講談社） 2011.3
- 『紅に輝く河』（角川書店、カドカワ銀のさじシリーズ） 2012.1、のち角川文庫
- 『くりぃむパン』（くもん出版） 2012.10
- 『アラビアンナイト』（ポプラ社、ポプラポケット文庫、世界の名作） 2013.8
- 『私の青』（講談社） 2013.9
- 『初音ミクポケット 歌に形はないけれど』（ポプラ社、ポプラポケット文庫） 2014.2
- 『石を抱くエイリアン』（偕成社） 2014.3
- 『しえりの秘密のシール帳』（講談社） 2014.7
- 『ことづて屋』（ポプラ社、ポプラ文庫ピュアフル） 2015.3
- 『アカシア書店営業中!』（あかね書房、スプラッシュ・ストーリーズ） 2015.9
- 『空はなに色』（そうえん社、ホップステップキッズ!） 2015.10
- 『フランダースの犬』（ポプラ社、ポプラ世界名作童話） 2015.10
- 『南河国物語』（静山社） 2019.10

### 「レガッタ!」シリーズ
- 『レガッタ! 水をつかむ』（講談社、YA! ENTERTAINMENT） 2012.6
- 『レガッタ! 2 風をおこす』（講談社、YA! ENTERTAINMENT） 2013.3
- 『レガッタ! 3 光をのぞむ』（講談社、YA! ENTERTAINMENT） 2013.8

### 「天下無敵のお嬢さま!」シリーズ
- 『天下無敵のお嬢さま! 1 けやき御殿のメリーさん』（童心社、フォア文庫） 2006.5
- 『天下無敵のお嬢さま! 2 けやき御殿のふしぎな客人』（童心社、フォア文庫） 2006.11
- 『天下無敵のお嬢さま! 3 ひと夏の恋は高原で』（童心社、フォア文庫） 2007.9
- 『天下無敵のお嬢さま! 4 柳館のティーパーティー』（童心社、フォア文庫） 2008.10

### 共著
- 『初恋ダイアリー 片思い』（宮下恵茉, 成田サトコ共著、ポプラ社） 2011.11
- 『初恋ダイアリー 告白』（宮下恵茉, 成田サトコ共著、ポプラ社） 2012.3
- 『初恋ダイアリー デート』（宮下恵茉, 成田サトコ共著、ポプラ社） 2012.8

## 連載
- 「小さな花束」（NHKオンライン、オトナヘNovel） 2015.8 - 2015.9

## 翻訳
- 『はね』（曹文軒作、ホジェル・メロ絵、マイティブック社） 2015.8

2016年国際アンデルセン作家賞、2014年国際アンデルセン賞画家賞をそれぞれ受賞